# Gustav Wied
Gustav Johannes Wied (6. března 1858 Holmegård v Branderslev u Nakskova – 24. října 1914 Roskilde) byl dánský spisovatel, dramatik a sociální aktivista.

## Životopis
Gustav Johannes se narodil v rodině Carla Augusta Wieda (1822–1914) a Cathariny roz. Boesen (1931–1910). Jeho sourozenci byli: Olga (1857–1859), Otto (1859–1941), Alexandra (1860–1952), Paul (1860–1915), Kaja (1864–1864), Jens (1866–1927), Svend (1867–1928), John a Carl. V mladém věku přišel do Kodaně, kde se stal asistentem knihkupce u C. A. Reitzels Boghandel. V létě a na podzim roku 1884 pracoval jako vychovatel na panství Overgård u Mariagerského Fjordu, kde mimo jiné katalogizoval zámeckou knihovnu. Při práci vychovatele se pečlivě připravoval na maturitní zkoušky; složil je v roce 1886 a následující rok absolvoval kurz filozofie.
V letech 1887–1890 žil se spisovatelkou Nathalií Larsenovou (1855–1925). R. 1896 se oženil s Alicí Tuteinovou (1869–1958), se kterou měl čtyři děti: Johana (1894–1945), Inger (1896–1972), Søna (1897–1897) a Jacoba (1900–1971). Svatbou se dostal do kontaktu se svým tchánem Ferdinandem Tuteinem v Høgholtu ve Vendsysselu, který se stal důležitým zdrojem jeho charakteristik a kritiky buržoazie. Tutein byl údajně inspirací pro hlavní postavu románu Fædrene ede druer.

### Literární činnost
Wied debutoval jako Peter Idealist v roce 1887 pamfletem Nogle Aforismer i Anledning af Interpellationen i Storeheddinge og dens Følger o ministru kultury Jacobu Scaveniovi. Scavenius byl právě odhalen, že vyhledal kodaňskou prostitutku, a pamflet nemilosrdně zesměšňuje ministrovu dvojí morálku.
V roce 1889 vydal Wied svou první hru En hjemkomst, et sørgespil. Další hra, En Bryllupsnat z roku 1892, je o babičce, která chce zabít svého vnuka. Setkala se s takovou nevraživostí, že byla při premiéře zrušena. Roku 1893 vydal sbírku Barnlige Sjæle, která byla charakterizována jako sbírka mimořádně odvážných povídek.
Byl známý jako sociální kritik a využíval každé příležitosti, aby si rýpl do buržoazie. Často přispíval do časopisu København, který vydával Ove Rode. V roce 1892 byl za povídku, kterou v časopise otiskl, odsouzen Nejvyšším soudem ke 14 dnům vězení za nepřípustné vyjadřování. Jednalo se o povídku De unge og de gamle (povídka byla mírně upravena a přetištěna ve sbírkách Barnlige Sjæle a Fra Land og By [1907]). Svůj pobyt ve vězení Tugt- og Børnehuset v Christianshavnu popsal Wied v románu Ungdomshistorier, v němž postava Gunnara Warberga ztvárnila samotného Wieda.
Jeho satira a cynický humor se výrazně projevily v románech Livsens Ondskab, Slægten, Knagsted a Pastor Sørensen og Co.
Za výtěžek z komedie Første Violin (1898) si v Roskilde postavil dům podle svého přání. Dům byl rozdělen na dvě samostatné části, jedna část pro rodinu a jižní část pro jeho pracovnu. Dveře mezi oběma oddělenými částmi byly po okrajích obšity kůží. Po jedné návštěvě spisovatel Walter Christmas označil dům jako Kastellet a Wied od té doby tento název pro svůj dům důsledně používal.
V posledních letech se jeho příjmy snižovaly a trpěl silnými bolestmi žaludku; právě tato kombinace vedla k jeho rozhodnutí „se vším skoncovat“. Dne 24. října 1914 požil smrtelnou dávku kyanidu draselného.
Gustav Wied psal básně, divadelní hry, obnovil v dánské literatuře tzv. satyrské hry, hry s důkladnými popisy interiérů, nálad a myšlenek postav. Jeho největší satyrská hra Dansemus vyšla v roce 1905. Její motto zní: „Ano, všichni tančíme pro vyšší Lirekasse, Vaše Excelence“. Hra byla uvedena v aarhuském divadle v roce 2001. Jeho nejoblíbenější hrou byla „Skærmydsler“, která byla uvedena s Gentle Daimim a Jytte Abildstrømovou v divadle posledně jmenované. Později také ve Folketeatret v Oslo s Malene Schwartzovou a Sonjou Oppenhagenovou.

### Ocenění
- V roce 1938 byla založena Společnost Gustava Wieda
- v Roskilde se nacházela „Vinárna Gustava Wieda“
- po Gustavu Wiedovi bylo v Dánsku pojmenováno několik ulic: Gustav Wieds Vej v Aarhusu, Frederikshavnu, Silkeborgu, Ebeltoftu, Næstvedu, Grenå a Søborgu; Gustav Wiedsvej v Nakskově
- jeho portrét, namalovaný Valdemarem Schønheyderem Møllerem, visel v tzv. uměleckém vlysu v jídelně Brøndum ve Skagens Museu a další portrét od Michaela Anchera byl k vidění v jídelně v Anchers Hus

## Dílo
- En Hjemkomst (skuespil) – 1889
- Silhuetter (noveller) – 1891
- En Bryllupsnat (skuespil) – 1892
- Barnlige Sjæle (noveller) – 1893
- Slægten – 1898 filmatiseret i 1978
- Livsens ondskab – 1899 filmatiseret i 1941 (Thummelumsen) og indspillet som tv-serie i 1971 (Livsens Ondskab)
- Thummelumsen (skuespil) – 1901 filmatiseret i 1941 (Thummelumsen)
- Skærmydsler – 1901
- Den gamle Pavillon (skuespil) – 1902
- Knagsted – 1902 indspillet som tv-serie i 1971 (Livsens Ondskab)
- Dansemus (skuespil) – 1905
- To Gange to er fem (skuespil) – 1906?
- Fædrene æde druer – 1908
- Circus Mundi (fortællinger) – 1909
- Kærlighed – Fire Idyller (skuespil) – 1909
- Ærtehalm (skuespil) – 1909
- Pastor Sørensen og Co. – 1913
- Imellem Slagene (fortællinger & skuespil) – 1914
- Digt og virkelighed (erindringsbog) – 1914

### V češtině
- Súčtování: komedie o jednom jednání – přeložil Hugo Kosterka. Praha: J. R. Vilímek, 1911
- 2 x 2 = 5: satirická hra ve čtyřech dějstvích – př. Ot. Popelka. Praha: J. R. Vilímek, 1913
- První housle: veselohra o 3 dějstvích – Jens Petersen a Gustav Wied; př. Josef Milčín. Praha: Šolc a Šimáček, 1915
- Snění – úvod František Sekanina, in: 1000 nejkrásnějších novel... č. 94; př. Jaroslav Pšenička. Praha: J. R. Vilímek, 1916
- Veselé dějiny – př. Hugo Kosterka. Praha: Čsl. podniky tiskařské a vydavatelské, 1920
- Světem humoru: sborník z humoru cizího a domácího. Díl IV. – sestavil Gustav Pallas [Mark Twain, Rudyard Kipling, W. M. Thackeray, Gustav Wied, J. L. K. Grimm, W. K. Grimm, Svatopluk Čech, Prokop Chocholoušek, Jaromír John, Šimon Lomnický z Budče, Mikuláš Dačický z Heslova, J. V. Sládek]. Praha: Bedřich Stýblo, 1922